# Шаги по стеклу
«Шаги по стеклу» (англ. Walking on Glass) — второй роман шотландского писателя Иэна Бэнкса. Роман был опубликован в 1985 году.

## Представление сюжета
Роман имеет три различные сюжетные линии, которые явно не взаимодействуют друг с другом, однако в конечном итоге всё же сходятся вместе, и насколько близко — зависит от того, как много читатель пожелал увидеть в данной книге.

## Краткое изложение сюжета
Каждая часть «Шагов по стеклу», за исключением последней, шестой («Истина и следствия»), разделена на три секции, которые на первый взгляд кажутся независимыми историями.
- Грэм Парк — молодой человек, влюблённый в девушку, которую он встретил на вечеринке — Сэру ффитч[1]. Ричард Слейтер — его друг. Таинственный Боб Сток («этого мачо, затянутого в чёрную кожу, никогда не удавалось рассмотреть с близкого расстояния»)[2] — похоже, единственное препятствие на пути Грэма к счастью.
- Стивен Граут — дорожный ремонтник, параноик, который считает себя адмиралом великой галактической войны, заключённым в тело Землянина. Он убеждён что его постоянно обстреливают из Микроволновой Пушки и невидимых Лазеров, и читает огромное количество книг в жанре научной фантастики и фэнтези, потому что «он уже давно догадался, что произведения этих жанров могут вполне реально помочь в поисках Выхода, а также подсказать, где находится Ключ и как он выглядит». О прошлом Стивена известно, что он вырос в детском доме, с детства подвергался насмешкам со стороны окружающих и побывал в психиатрической больнице.
- Старик по имени Квисс — один из пары военных преступников (второй преступник в этой паре — пожилая женщина по имени Аджайи). Раньше Квисс и Аджайи сражались по разные стороны в великой галактической войне. Но в определённый момент каждый из них совершил роковую ошибку, которая в итоге привела к непреднамеренному убийству, и теперь они заключены в Замке Наследия (он же Замок Дверей), где вынуждены играть в различные невероятные игры до тех пор, пока не смогут дать ответ на следующую загадку: «Что будет, если на пути неостановимой силы окажется несдвигаемый объект?» Каждый раз, когда им удаётся закончить очередную игру, им позволяют дать один вариант ответа на загадку.

В конечном счёте связи между тремя сюжетными линиями становятся явными, а в финале имеется оттенок инцеста.

## Влияние и аллюзии
- Идея об использовании нескольких на первый взгляд несвязанных историй, составляющих одну книгу, была представлена в романе шотландского писателя Аласдера Грея «Ланарк» (1981), который повлиял на Бэнкса при его работе над «Шагами по стеклу». Бэнкс вновь использовал эту технику в своей следующей основной работе, романе «Мост» (1986).
- Готический Замок Дверей представляет собой комбинацию идей Франца Кафки и Мервина Пика (впрочем, образ Замка в одноимённом романе Кафки не похож на готическое строение)[3].
- После спасения Квисса от самоубийства, Аджайи читает название книг, из которых построен весь Замок Дверей: Титус Гроан, — прочла она вслух. — Замок, Лабиринты, Процесс… «Титус Гроан» — это роман упомянутого выше писателя Мервина Пика, «Замок» и «Процесс» — романы Франца Кафки, а «Лабиринты» — это сборник эссе и рассказов Борхеса.

## Литературное значение и оценка
Сам Иэн Бэнкс говорил о «Шагах по стеклу», что эта книга

не достигла в полной мере того, что было задумано, и я думаю, что в какой-то степени это провал, если читатель не может понять то, что вы говорите. Порой меня беспокоит, что люди будут читать «Шаги по Стеклу» и думать, что каким-то образом я пытался их одурачить, о чём я не помышлял.
Оригинальный текст (англ.)[the book] didn’t do exactly what it set out to do and I think you have failed to an extent if the reader can’t understand what you’re saying. I worry sometimes that people will read Walking on Glass and think in some way I was trying to fool them, which I wasn’t.
— Интервью журналу Starburst

## Издания романа

### Первое издание
- 1985 — UK, Macmillan (ISBN 0-333-37986-1), 7 марта 1985, твёрдая обложка.

### Издания в России
- 2004 — «Осиная Фабрика, Шаги по стеклу, Мост», Иэн Бэнкс (2004 год, Санкт-Петербург, Издательство «Азбука-классика», 768 страниц, Твёрдая обложка, Тираж 5000 экземпляров, (ISBN 5-352-00812-6))
- 2008 — «Шаги по стеклу», Иэн Бэнкс (2008 год, Москва, Издательство «Эксмо», 332 страницы, Твердая обложка, Тираж 3100 экземпляров, (ISBN 5-699-28517-4))